# Метсанурме
Ме́тсанурме (эст. Metsanurme) — деревня в волости Саку уезда Харьюмаа, Эстония. Старейшина деревни — Энн-Тойво Аннук.

## География и описание
Расположена в северной части Эстонии, на границе с волостью Сауэ, от которой её отделяет река Кейла. На севере граничит с деревней Каземетса, на северо-западе с Юкснурме, на юго-западе с Коппельмаа, на северо-востоке с Каямаа, на востоке с Тыдва, на юге с посёлком Кийза. Расстояние до волостного центра — посёлка Саку — 4 км, до Таллина — 20 км. . 

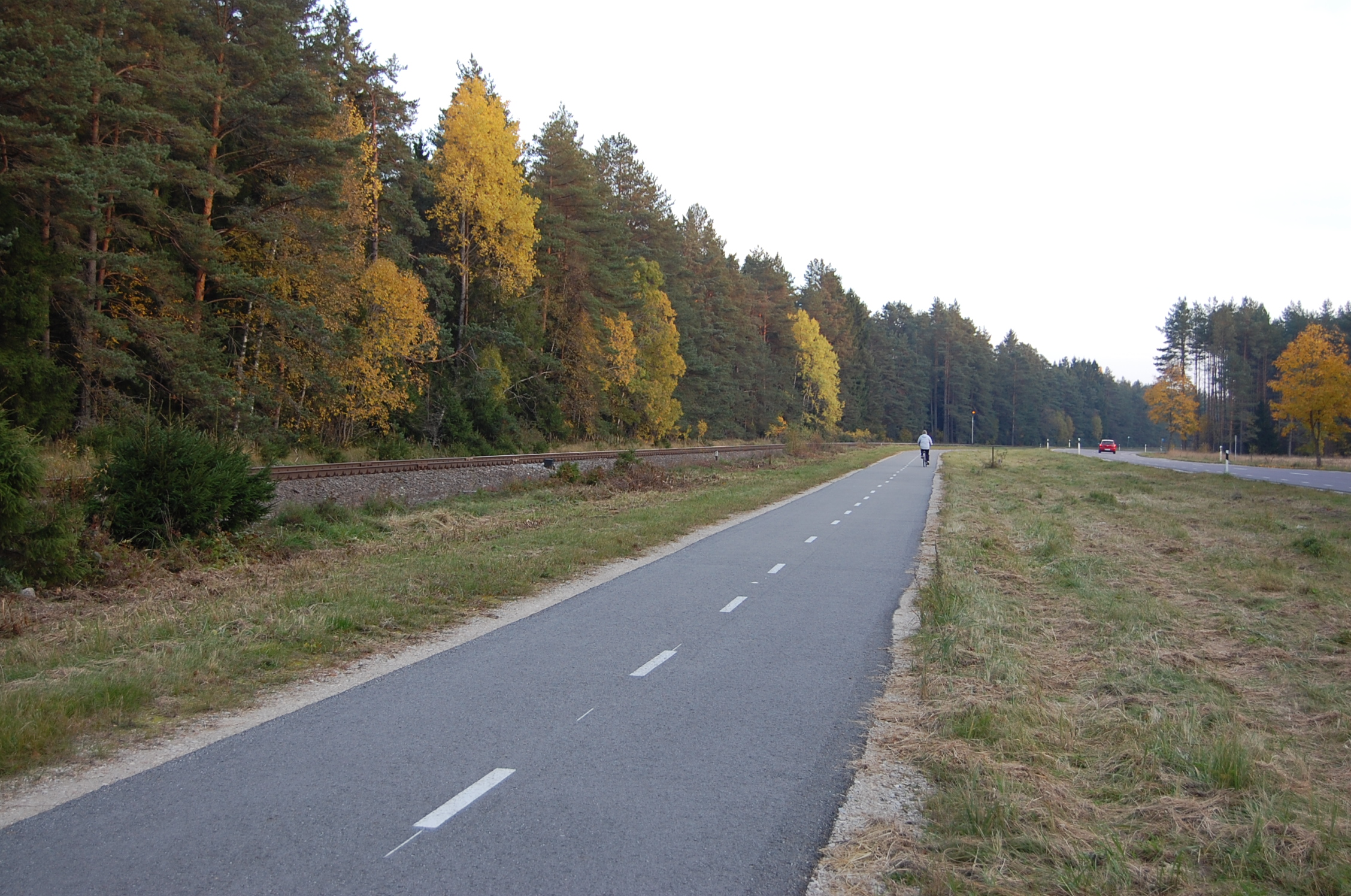
Дорога Каземетса—Кийза

Климат умеренный. Высота над уровнем моря — 51 метр. Официальный язык — эстонский. Почтовый индекс — 75506.
В деревне находятся хуторские хозяйства и летние дачи. Через деревню проходит дорога Каземетса—Кийза.
В Метсанурме в основном преобладают лесные ландшафты (как частные, так и государственные земли). В её западной части находятся естественные и возделанные берега рек и луга. Под охрану взяты большие ель и сосна, расположенные на земельном участке Аасу.
Здесь проходит 8,5 километровая «Тропа истории и природы Метсанурме и Юкснурме».

## Население
По данным переписи населения 2021 года, в Метсанурме насчитывалось 782 жителя, из них 714 (91,7 %) — эстонцы; мужчин —408, женщин — 374. Возрастной состав в 2021 году: дети до 17 лет включительно — 229 чел., лица в возрасте 18–64 лет — 489 чел., лица пенсионного возраста (65 лет и старше) — 64 чел.; возраст самых старых жителей — 85 лет (4 чел.).
По данным переписи населения 2011 года, в деревне проживали 523 человека, из них 481 (92,0 %) — эстонцы.
Численность населения деревни Метсанурме по данным переписей населения:
| Год  | 1959 | 1970 | 2000  | 2011  | 2021  |
| ---- | ---- | ---- | ----- | ----- | ----- |
| Чел. | 25   | ↘ 20 | ↗ 110 | ↗ 523 | ↗ 782 |

## История

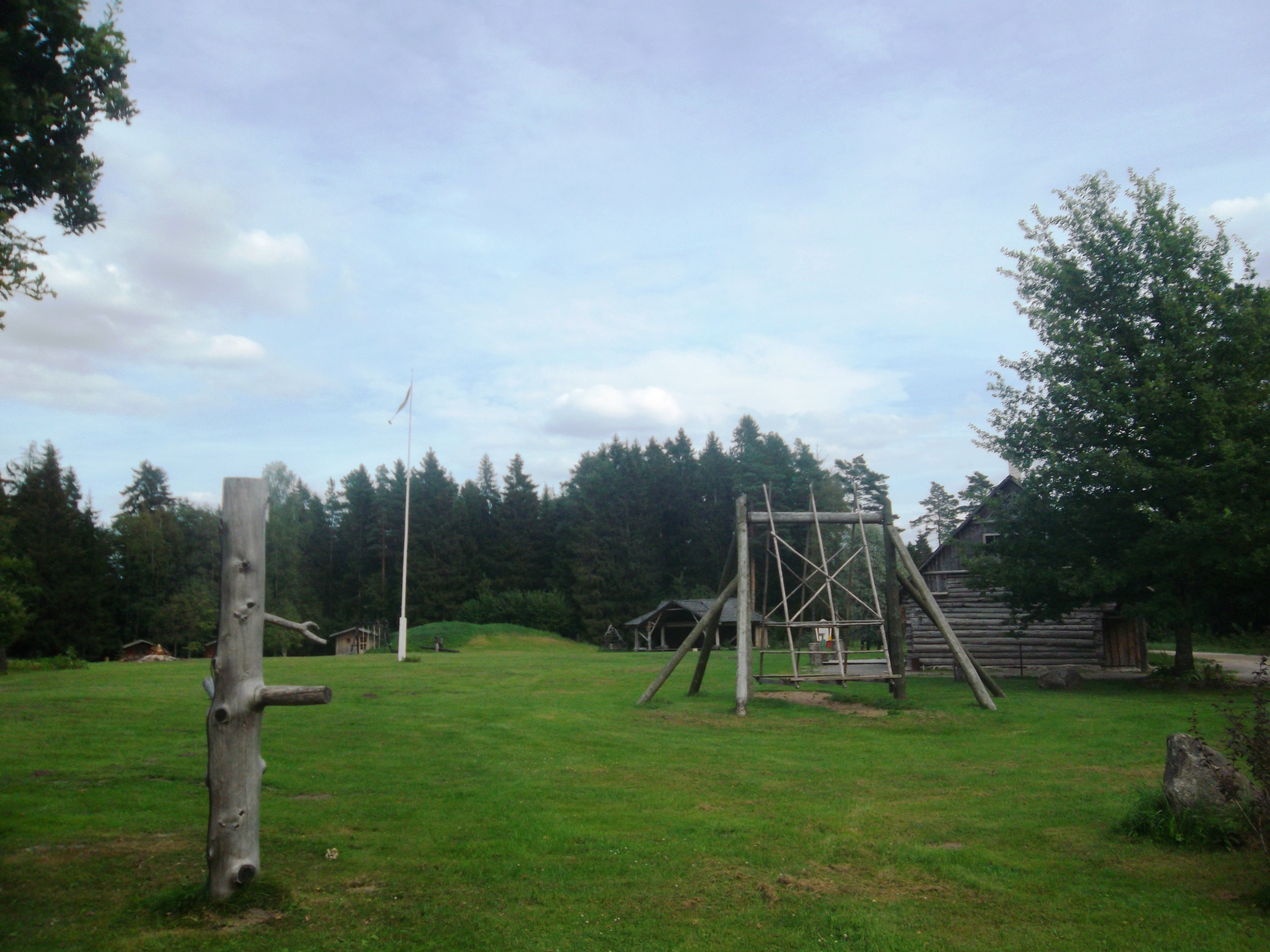
Центр деревни Метсанурме

Деревня сформировалась в конце 1930-х годов на землях, принадлежавших мызе Укснорм (нем. Uxnorm, Юкснурме, эст. Üksnurme mõis), которая была национализирована в результате земельной реформы. Были созданы новые крестьянские хозяйства и население деревни стало расти. В то время она называлась Саку-Юкснурме (эст. Saku-Üksnurme), с 1945 года стала называться Метсанурме.  
В XIX веке здесь проходила дорога из Ревеля в Пернов, и находились две ветряные мельницы, две корчмы и кирпичный завод. Исторически центр деревни расположен на землях бывшего хутора Рехеметса (эст. Rehemetsa, в 1871 году упоминается как Rehhemets).
5 декабря 1945 года, после прихода советской власти, деревня вошла в состав Сауэского сельсовета, с 1959 года была в составе Сакуского сельсовета.
В 1977–1997 годах Метсанурме официально была частью деревни Каземетса. 
Около 50 % дач, построенных в советский период, были переоборудованы в дома, пригодные для круглогодичного проживания. В 2000—2010-е годы в рамках проектов по развитию недвижимости было также построено много новых жилых домов. Бо́льшая часть трудоспособного населения работает в Таллине и Саку, трудовая занятость на месте минимальна. Быстрое развитие коммуникаций и интернет-подключений способствует появлению возможностей для удалённой работы.
В Метсанурме находится краеведческий музей, основанный в 1999 году. Музей располагается в жилой риге, а большинство экспонатов были переданы местными жителями.
По состоянию на 2017 год в деревне не было магазина, централизованного водоснабжения, в деревню не ходил общественный транспорт, а школьный автобус обслуживал её не в полном объёме.